# Honungsrom

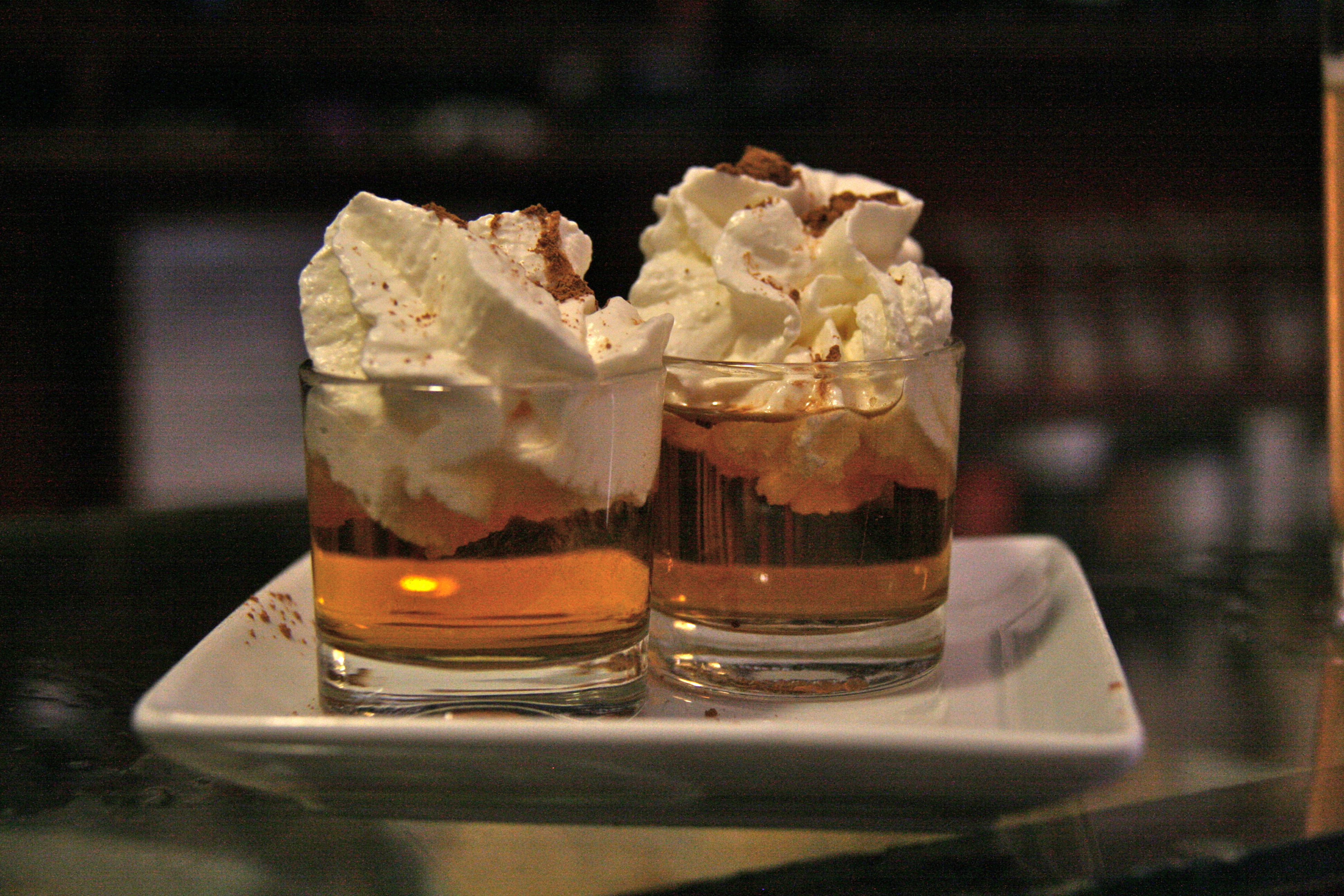
Honungsrom med grädde och kanel

Honungsrom, ron miel, är en kanarisk likör som tillverkas av bland annat rom och honung. Den typiska honungsromen är mörkt bärnstensfärgad, söt och har en alkoholhalt på ca 20 %.
Honungsrom dricks vanligtvis som likör efter maten, antingen som den är eller med is i konjakskupa. Den kan också användas som drinkingrediens.
På Kanarieöarna finns flera tillverkare av drycken.